# 라오스 축구 연맹
라오스 축구 연맹(라오어: ສະຫະພັນ ບານເຕະ ແຫ່ງຊາດ ລາວ), 영어: Lao Football Federation)은 라오스의 축구 협회이다. 국제축구연맹(FIFA)과 아시아 축구 연맹(AFC)에 가입되어 있다. 라오스 프리미어리그, 라오스 축구 국가대표팀 등을 관리한다.

## 같이 보기
- 아시아 축구 연맹
- 아세안 축구 연맹
- 라오스 축구 국가대표팀
- 라오스 여자 축구 국가대표팀
- 라오스 프리미어리그